# Біркгофф (місячний кратер)
Кра́тер Біркгофф (англ. Birkhoff) — гігантський метеоритний кратер у північні півкулі зворотного боку Місяця. Назву присвоєно на честь американського математика Джорджа Девіда Біркгофа (1884—1944) і затверджено Міжнародним астрономічним союзом у 1970 році. Утворення кратера відбулось у донектарському періоді.

## Опис кратера

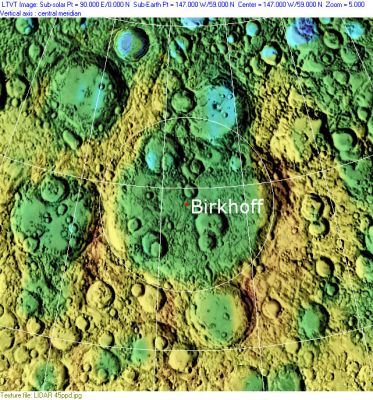
Фрагмент мапи LAC-19

Найближчими сусідами кратера є кратер Ровланд на заході; кратер Зоммерфельд на північному сході; кратер Стеббінс на півночі; кратер Вант-Гофф на північному сході і кратер Карно на півдні. Селенографічні координати центру кратера — 58°27′ пн. ш. 145°39′ зх. д. / 58.45° пн. ш. 145.65° зх. д., діаметр — 330 км, глибина — близько 3 км.
За час свого існування кратер зазнав значних руйнацій наступними імпактами і перекривається безліччю кратерів різних розмірів. Вал кратера практично зрівнявся з навколишньою пересіченою місцевістю. У північно-західній частині чаші кратера знаходиться сателітний кратер Біркгофф X, у південно-західній частині чаші — сателітний кратер Біркгофф Q. Останній сполучений невисоким хребтом з парою сателітних кратерів Біркгофф K і L, у східній частині чаші. У північній частині чаші розташовані сателітні кратери Біркгофф Z і Y. Дно чаші кратера в окремих місцях є рівним, решта має вигляд пересіченої місцевості

## Сателітні кратери
| Біркхофф | Координати                                                  | Діаметр, км |
| -------- | ----------------------------------------------------------- | ----------- |
| K        | 57°24′ пн. ш. 144°49′ зх. д. / 57.40° пн. ш. 144.81° зх. д. | 58,2        |
| L        | 56°20′ пн. ш. 145°20′ зх. д. / 56.34° пн. ш. 145.34° зх. д. | 35,1        |
| M        | 54°30′ пн. ш. 145°04′ зх. д. / 54.50° пн. ш. 145.06° зх. д. | 25,3        |
| Q        | 56°11′ пн. ш. 151°04′ зх. д. / 56.19° пн. ш. 151.07° зх. д. | 45,4        |
| R        | 57°17′ пн. ш. 153°25′ зх. д. / 57.28° пн. ш. 153.41° зх. д. | 25,7        |
| X        | 61°37′ пн. ш. 150°25′ зх. д. / 61.62° пн. ш. 150.42° зх. д. | 76,6        |
| Y        | 59°30′ пн. ш. 146°59′ зх. д. / 59.50° пн. ш. 146.98° зх. д. | 25,4        |
| Z        | 60°59′ пн. ш. 145°53′ зх. д. / 60.98° пн. ш. 145.88° зх. д. | 28,6        |

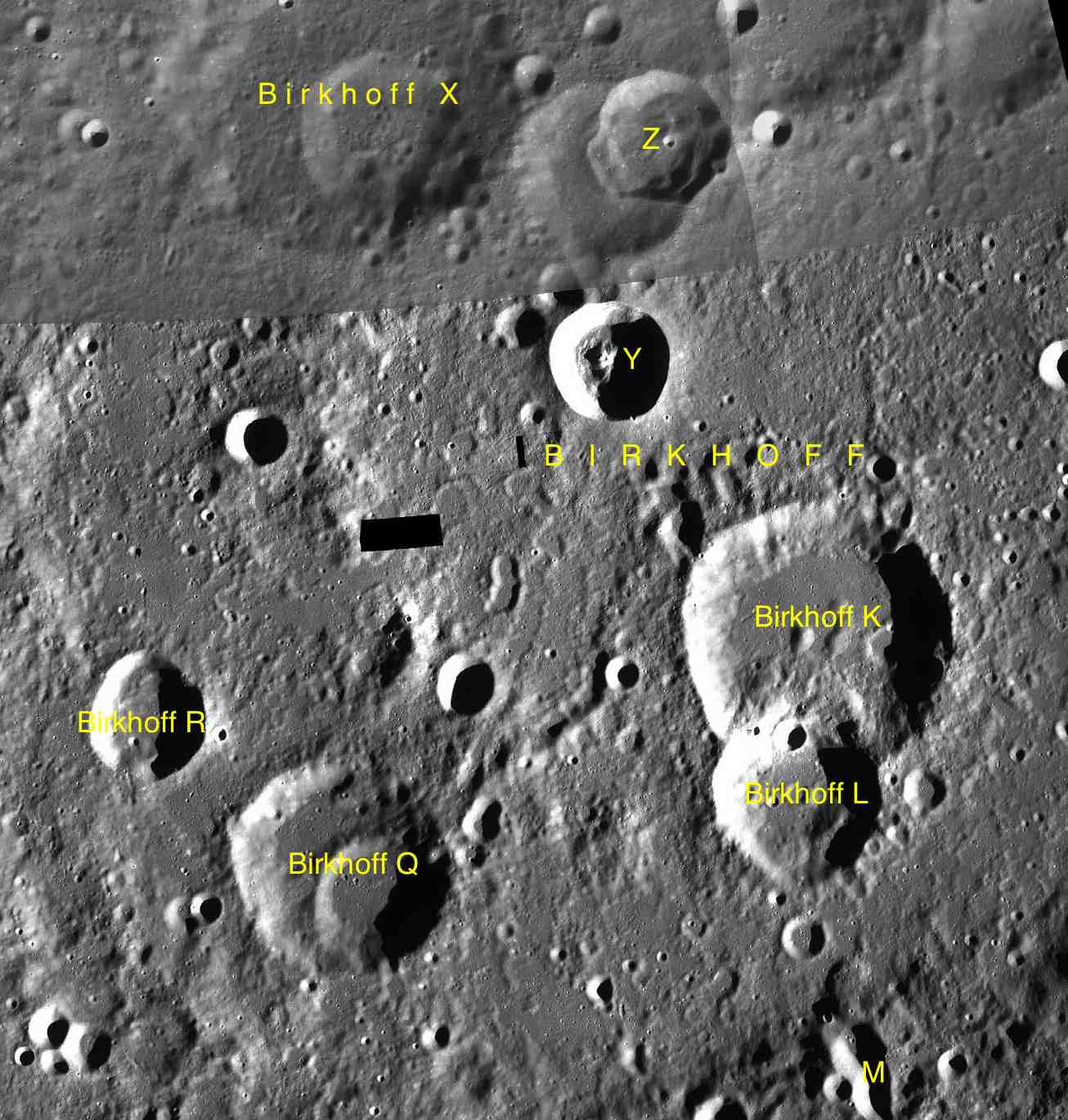
Фрагмент vfgb LAC-19.

- Утворення сателітних кратерів Біркгофф K, L і Q відбулось у нектарському періоді[1].
- Утворення сателітного кратера Біркгофф X відбулось у донектарському періоді[1].
- Утворення сателітного кратера Біркгофф Z відбулось у коперниківскому периоді[1].